# Joaquín Almunia
Joaquín Almunia, teljes nevén José Joaquín Almunia Amann (Bilbao, 1948. június 17. –) spanyol szocialista politikus, 2004 és 2009 között az Európai Bizottság gazdasági és monetáris ügyekért felelős tagja.

## Iskolái
A baszkföldi, bilbaói Deusto Egyetem jogi és közgazdasági karán végzett, majd a rangos párizsi École pratique des hautes études egyetemen folytatta tanulmányait. Később részt vett a Harvard Egyetem Kennedy Kormányzati Iskolájának „Felső kormányzati vezetők” programjában.

## Szakmai karrierje a szakszervezetig
Később megbízott előadó lett az Alcalái Egyetemen a foglalkoztatás és szociális biztonság témájában. 1972-től 1975-ig a Spanyol Kereskedelmi Kamara brüsszeli irodájának közgazdászaként dolgozott, 1976 és 1979 között az Unión General de Trabajadores (UGT, Munkások Általános Szövetsége) szakszervezet fő közgazdásza volt. Ez jó ugródeszka volt a politikai pálya felé, hiszen az UGT ebben az időben szoros szövetségben működött a Spanyol Szocialista Munkáspárttal (PSOE).

## Politikai karrierje

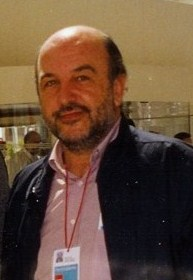
Joaquín Almunia 2002-ben

Almunia 1979-től 2004-ig a Spanyol Szocialista Munkáspárt (PSOE)  képviselője volt a spanyol törvényhozásban, a Cortes Generalesben. 1982 és 1986 közt a foglalkoztatás és szociális biztonság minisztere, 1986 és 1991 közt közigazgatási miniszter lett.
Ezt követően a pártvonalon haladt előre. 1994 és 1997 közt a PSOE szóvivője volt, 1997-től 2000-ig pedig a párt főtitkára Felipe González utódjaként. (Őutána már nem is választottak főtitkárt, a pártot egy politikai bizottság irányítja). 2000-ben Almunia lett a párt  miniszterelnök-jelöltje (a választást azonban elvesztették).
Almunia 2004. április 26-án lett az Európai Bizottság tagja, amikor elfoglalta Pedro Solbes helyét, aki azért hagyta el a Prodi-bizottságot, mert az új baloldali spanyol Zapatero-kormány tagja lett. Almunia megőrizte posztját a 2004-es Európai Parlament választások után november 22-én felálló Barroso-bizottságban is.

## Magyar vonatkozások
Magyar jobboldali politikusok 2006-ban keményen bírálták Almuniát, amiért az Európai Uniói a választásokon túlnyúló haladékot adott a Gyurcsány Ferenc vezette kormánynak az egyébként az EU által az év elején visszadobott konvergenciaprogram átdolgozására és ezzel lehetővé tette, hogy a választókat csak a választás után szembesítsék a magyar állami költségvetés valós állapotát tükröző tényekkel.

## Családi háttere
Házas, két gyermeke van.